# Rostelecom Cup de 2014
Rostelecom Cup de 2014 (também conhecida como Cup of Russia) foi a décima nona edição da Rostelecom Cup, um evento anual de patinação artística no gelo organizado pela Federação de Patinação Artística da Rússia (em russo:  Федерация фигурного катания на коньках Росси), e que fez parte do Grand Prix de 2014–15. A competição foi disputada entre os dias 14 de novembro e 16 de novembro, na cidade de Moscou, Rússia.

## Eventos
- Individual masculino
- Individual feminino
- Duplas
- Dança no gelo

## Medalhistas
| Evento                        | Ouro                                        | Prata                                        | Bronze                                         |
| Individual masculino detalhes | Javier Fernández · Espanha                  | Sergei Voronov · Rússia                      | Michal Březina · República Tcheca              |
| Individual feminino detalhes  | Rika Hongo · Japão                          | Anna Pogorilaya · Rússia                     | Alaine Chartrand · Canadá                      |
| Duplas detalhes               | Ksenia Stolbova · Fedor Klimov · Rússia     | Evgenia Tarasova · Vladimir Morozov · Rússia | Kristina Astakhova · Alexei Rogonov · Rússia   |
| Dança no gelo detalhes        | Madison Chock · Evan Bates · Estados Unidos | Elena Ilinykh · Ruslan Zhiganshin · Rússia   | Penny Coomes · Nicholas Buckland · Reino Unido |

## Resultados

### Individual masculino
| Pos.              | Nome                | Nacionalidade    | Pontos | PC         | PL          |
| ----------------- | ------------------- | ---------------- | ------ | ---------- | ----------- |
| Medalha de ouro   | Javier Fernández    | Espanha          | 265.01 | 93.92 (1)  | 171.09 (1)  |
| Medalha de prata  | Sergei Voronov      | Rússia           | 252.00 | 90.33 (2)  | 161.67 (2)  |
| Medalha de bronze | Michal Březina      | República Tcheca | 241.23 | 80.89 (4)  | 160.34 (3)  |
| 4                 | Misha Ge            | Uzbequistão      | 238.05 | 79.69 (5)  | 158.36 (5)  |
| 5                 | Jason Brown         | Estados Unidos   | 235.56 | 76.32 (7)  | 159.24 (4)  |
| 6                 | Takahiko Kozuka     | Japão            | 216.80 | 81.38 (3)  | 135.42 (7)  |
| 7                 | Max Aaron           | Estados Unidos   | 212.60 | 77.09 (6)  | 135.51 (6)  |
| 8                 | Artur Gachinski     | Rússia           | 201.26 | 74.13 (8)  | 127.13 (9)  |
| 9                 | Stephen Carriere    | Estados Unidos   | 201.24 | 72.20 (10) | 129.04 (8)  |
| 10                | Jeremy Ten          | Canadá           | 198.50 | 73.91 (9)  | 124.59 (11) |
| 11                | Ivan Righini        | Itália           | 195.07 | 69.74 (11) | 125.33 (10) |
| 12                | Moris Kvitelashvili | Rússia           | 174.25 | 62.24 (12) | 112.01 (12) |

### Individual feminino
| Pos.              | Nome              | Nacionalidade    | Pontos | PC         | PL         |
| ----------------- | ----------------- | ---------------- | ------ | ---------- | ---------- |
| Medalha de ouro   | Rika Hongo        | Japão            | 178.00 | 59.85 (2)  | 118.15 (1) |
| Medalha de prata  | Anna Pogorilaya   | Rússia           | 173.43 | 59.32 (3)  | 114.11 (2) |
| Medalha de bronze | Alaine Chartrand  | Canadá           | 172.00 | 61.18 (1)  | 110.82 (3) |
| 4                 | Mirai Nagasu      | Estados Unidos   | 165.88 | 58.90 (4)  | 106.98 (6) |
| 5                 | Park So-youn      | Coreia do Sul    | 163.24 | 53.71 (7)  | 109.53 (4) |
| 6                 | Miyabi Oba        | Japão            | 154.57 | 46.76 (10) | 107.81 (5) |
| 7                 | Maria Stavitskaia | Rússia           | 153.49 | 54.78 (6)  | 98.71 (8)  |
| 8                 | Ashley Cain       | Estados Unidos   | 150.90 | 57.18 (5)  | 93.72 (9)  |
| 9                 | Angela Wang       | Estados Unidos   | 150.75 | 51.25 (9)  | 99.50 (7)  |
| 10                | Maria Artemieva   | Rússia           | 144.72 | 51.88 (8)  | 92.84 (10) |
| 11                | Eliška Březinová  | República Tcheca | 134.04 | 46.64 (11) | 87.40 (11) |
| WD                | Joshi Helgesson   | Suécia           | —      | 44.00 (12) | — (WD)     |

### Duplas
| Pos.              | Nome                                | Nacionalidade  | Pontos | PC        | PL         |
| ----------------- | ----------------------------------- | -------------- | ------ | --------- | ---------- |
| Medalha de ouro   | Ksenia Stolbova / Fedor Klimov      | Rússia         | 211.97 | 69.09 (1) | 142.88 (1) |
| Medalha de prata  | Evgenia Tarasova / Vladimir Morozov | Rússia         | 173.78 | 67.28 (2) | 106.50 (5) |
| Medalha de bronze | Kristina Astakhova / Alexei Rogonov | Rússia         | 164.86 | 58.34 (3) | 106.52 (4) |
| 4                 | Haven Denney / Brandon Frazier      | Estados Unidos | 164.85 | 54.06 (4) | 110.79 (2) |
| 5                 | Jessica Calalang / Zack Sidhu       | Estados Unidos | 157.45 | 50.87 (5) | 106.58 (3) |
| 6                 | Annabelle Prölß / Ruben Blommaert   | Alemanha       | 145.16 | 48.69 (6) | 96.47 (6)  |
| 7                 | Narumi Takahashi / Ryuichi Kihara   | Japão          | 132.60 | 47.68 (7) | 84.92 (7)  |
| 8                 | DeeDee Leng / Simon Shnapir         | Estados Unidos | 128.68 | 45.42 (8) | 83.26 (8)  |

### Dança no gelo
| Pos.              | Nome                                   | Nacionalidade  | Pontos | PC        | PL         |
| ----------------- | -------------------------------------- | -------------- | ------ | --------- | ---------- |
| Medalha de ouro   | Madison Chock / Evan Bates             | Estados Unidos | 174.28 | 68.86 (1) | 105.42 (1) |
| Medalha de prata  | Elena Ilinykh / Ruslan Zhiganshin      | Rússia         | 160.43 | 64.12 (2) | 96.31 (3)  |
| Medalha de bronze | Penny Coomes / Nicholas Buckland       | Reino Unido    | 158.02 | 59.55 (3) | 98.47 (2)  |
| 4                 | Victoria Sinitsina / Nikita Katsalapov | Rússia         | 147.55 | 57.96 (4) | 89.59 (4)  |
| 5                 | Alexandra Stepanova / Ivan Bukin       | Rússia         | 143.51 | 56.90 (5) | 86.61 (5)  |
| 6                 | Kaitlin Hawayek / Jean-Luc Baker       | Estados Unidos | 136.33 | 52.86 (7) | 83.47 (6)  |
| 7                 | Alexandra Aldridge / Daniel Eaton      | Estados Unidos | 133.38 | 54.39 (6) | 78.99 (7)  |
| 8                 | Rebeka Kim / Kirill Minov              | Coreia do Sul  | 118.27 | 46.14 (8) | 72.13 (8)  |

## Quadro de medalhas
| Ordem | País             | Medalha de ouro | Medalha de prata | Medalha de bronze |    | Ordem por total |
| ----- | ---------------- | --------------- | ---------------- | ----------------- | -- | --------------- |
| 1     | Rússia           | 1               | 4                | 1                 | 6  | 1               |
| 2     | Espanha          | 1               |                  |                   | 1  | 2               |
| 2     | Estados Unidos   | 1               |                  |                   | 1  | 2               |
| 2     | Japão            | 1               |                  |                   | 1  | 2               |
| 5     | Canadá           |                 |                  | 1                 | 1  | 2               |
| 5     | Reino Unido      |                 |                  | 1                 | 1  | 2               |
| 5     | República Tcheca |                 |                  | 1                 | 1  | 2               |
| TOTAL | TOTAL            | 4               | 4                | 4                 | 12 | —               |